# Сборная Восточного Тимора по футболу
Сборная Восточного Тимора по футболу — сборная команда, представляющая Восточный Тимор в международных футбольных матчах. Управляется Федерацией футбола Восточного Тимора.
Является одной из слабейших футбольных сборных команд мира. 30 октября 2008 года, впервые за 5 лет своего существования, не проиграла, завершив матч со сборной Камбоджи вничью со счётом 2:2. 5 октября 2012 года добилась  первой  в  своей  истории победы в официальном  матче.  Со счетом 5:1 в отборочном турнире Чемпионата АСЕАН 2012   была  разгромлена  та же сборная Камбоджи.

## Скандал с натурализированными игроками
С 2012 года несколько бразильских футболистов, не имевших восточнотиморского происхождения и, в некоторых случаях, не игравших в Восточнотиморской лиге, были натурализованы с целью повысить уровень национальной команды.
Практика натурализации иностранных игроков, в основном из Бразилии, таких как Мурилу де Алмейда, Феллипе Бертольдо и Диого Сантос Рангел, критиковалась многими, в том числе восточнотиморскими игроками и болельщиками.
В матче 8 октября 2015 года против Палестины семь из одиннадцати игроков тиморской сборной, вышедших в стартовом составе, были натурализованы бразильцами. После матча Палестинская футбольная ассоциация подала жалобу в ФИФА, заявив, что в соответствии с правилами ФИФА натурализированные игроки не могли представлять сборную Восточного Тимора.
После жалоб некоторых тиморцев в адрес премьер-министра, генерального прокурора и министра юстиции в отношении программы натурализации Федерация футбола Восточного Тимора (ФФВТ) решила отказаться от заморских игроков. Это означало, что сборная Восточного Тимора играла бы без семи натурализованных бразильских футболистов в объединённом матче квалификации к чемпионату мира 2018 года и Кубку Азии 2019 против ОАЭ 12 ноября 2015 года. В этом матче тренер Фернандо Алькантара был вынужден выпустить шестерых игроков, не достигших 20 лет, включая Эрвино Соареса, которому было 16. Восточный Тимор уступил 0:8, а Алькантара взял на себя ответственность за поражение, хотя добавил, что он был вынужден играть таким неопытным составом из-за действий ФФВТ.
Джесси Пинто, австралийско-тиморский футболист, сообщил журналистам, что ФФВТ предоставляет бразильским игрокам тиморские паспорта, чтобы их можно было зарегистрировать как «азиатских» игроков с целью попасть под командные квоты. Пинто также добавил, что Федерация часто использует игроков из низших слоёв общества, но не выполняет своих обещаний разрешить игрокам вернуться в Бразилию, чтобы встретиться со своими семьями.
В декабре 2016 года ФФВТ было предъявлено обвинение в использовании поддельных и сфальсифицированных документов, что привело к участию в матчах нелегальных игроков и послужило дурной репутацией футболу.
20 января 2017 года было принято решение о том, что Восточному Тимору запрещено участвовать в квалификационном турнире Кубка Азии 2023, после того как было обнаружено, что в квалификации к Кубку Азии 2019 выступало в общей сложности 12 нелегальных игроков.

## Квалификация чемпионата мира
| Азиатская квалификация | Азиатская квалификация | Азиатская квалификация | Азиатская квалификация | Азиатская квалификация | Азиатская квалификация | Азиатская квалификация | Азиатская квалификация |
| Год                    | Раунд                  | GP                     | W                      | D                      | L                      | GS                     | GA                     |
| ---------------------- | ---------------------- | ---------------------- | ---------------------- | ---------------------- | ---------------------- | ---------------------- | ---------------------- |
| 2006                   | не входила             | -                      | -                      | -                      | -                      | -                      | -                      |
| 2010                   | не квалифицировалась   | -                      | -                      | -                      | -                      | -                      | -                      |
| 2014                   | не квалифицировалась   | -                      | -                      | -                      | -                      | -                      | -                      |
| 2018                   | не квалифицировалась   | -                      | -                      | -                      | -                      | -                      | -                      |
| 2022                   | не квалифицировалась   | -                      | -                      | -                      | -                      | -                      | -                      |
| / 2026                 | не квалифицировалась   | -                      | -                      | -                      | -                      | -                      | -                      |
| Итого                  | -                      |                        | -                      | -                      | -                      | -                      |                        |

## Квалификация Лузофонских игр
| Jogos da Lusofonia | Jogos da Lusofonia   | Jogos da Lusofonia | Jogos da Lusofonia | Jogos da Lusofonia | Jogos da Lusofonia | Jogos da Lusofonia | Jogos da Lusofonia |
| Год                | Раунд                | GP                 | W                  | D                  | L                  | GS                 | GA                 |
| ------------------ | -------------------- | ------------------ | ------------------ | ------------------ | ------------------ | ------------------ | ------------------ |
| 2006               | не квалифицировалась | -                  | -                  | -                  | -                  | -                  | -                  |
| 2009               | не входила           | -                  | -                  | -                  | -                  | -                  | -                  |
| Итого              | -                    |                    | -                  | -                  | -                  | -                  |                    |